# Олянико
Оля̀нико (на италиански: Oglianico; на пиемонтски: Ojani, Ояни) е село и община в Метрополен град Торино, регион Пиемонт, Северна Италия. Разположено е на 326 m надморска височина. Към 1 януари 2020 г. населението на общината е 1560 души, от които 87 са чужди граждани.